# 케트어
케트어(Ket) 또는 예니세이 오스탸크어는 시베리아의 예니세이강 중·하류의 케트인들이 사용하는 언어이다. 예니세이어족의 유일한 생존 언어인 것으로 보이며, 일부 학자들은 데네예니세이어족을 가정하며 북아메리카의 일부 원주민 언어와 연관짓기도 한다. 2010년 기준 화자는 약 200명으로 조사되며, 케트족의 인구 자체는 비교적 안정적임에도 이들 사이에서 러시아어의 영향력이 커짐에 따라 사멸 위기에 처해 있다.

## 케트어 문자
1930년대에는 로마자에 바탕을 둔 문자를 사용했다.:
| А а | Ā ā | Æ æ | B в | C c | D d | E e | Ē ē |
| Ә ә | F f | G g | H h | Ꜧ ꜧ | I i | Ī ī | K k |
| L l | Ļ ļ | M m | N n | N̡ n̡ | Ŋ ŋ | O o | Ō ō |
| P p | Q q | R r | S s | Ş ş | T t | U u | Ū ū |
| V v | Z z | Ƶ ƶ | Ь ь |     |     |     |     |

1980년대에는 키릴 문자에 바탕을 둔 새로운 문자로 바꿨다.
| А а | Б б | В в | Г г | Ӷ ӷ | Д д | Е е | Ё ё |
| Ж ж | З з | И и | Й й | К к | Ӄ ӄ | Л л | М м |
| Н н | Ӈ ӈ | О о | Ө ө | П п | Р р | С с | Т т |
| У у | Ф ф | Х х | Ц ц | Ч ч | Ш ш | Щ щ | Ъ ъ |
| Ә ә | Ы ы | Ь ь | ’   | Э э | Ю ю | Я я |     |